# عرقيص عثكولي
العرقيص العثكولي (الاسم العلمي:Desmodium paniculatum) هو نوع من النباتات يتبع جنس العرقيص من الفصيلة البقولية.